# Kognitiv beteendeterapi
Kognitiv beteendeterapi (KBT) är ett samlingsnamn för olika former av psykoterapier med utgångspunkt i kognitiv psykologi och inlärningspsykologi.
Inom kognitiv beteendeterapi antar man att operant inlärning och klassisk betingning är centrala delar för hur problem uppstår och vidmakthålls. (Detta är inte empiriskt belagt, utan bara något som antas med hänsyn till den teoretiska utgångspunkten.) Operant inlärning innebär att ett beteende som leder till en positiv konsekvens är mer sannolikt att upprepas i framtiden medan en negativ konsekvens gör det mindre sannolikt att beteendet upprepas.
Cirka hälften av de som genomgår KBT för ångest blir bättre efter behandlingen, även PTSD. För depression gäller 51-87%.
Nedan diskuteras KBT vid de flesta vanliga psykiatriska diagnoser och mer specificerat
vid affektiva störningar som depression, respektive vid ångeststörningar som social fobi och ångest (vuxna som har paniksyndrom/panikångest eller så kallat generaliserat ångestsyndrom), samt avseende sjukfrånvaro och antal vårdbesök.

## Historia
I början 1900-talet växte två former av psykoterapi fram, psykoanalys och beteendeterapi. Beteendeterapin, med förgrundsfigurer som John Watson och B.F. Skinner, kritiserade psykoanalysen som "mentalistisk" och utgick istället från det observerbara beteendet och  inlärningspsykologiska upptäckter från experimentell psykologi, som principerna om klassisk och operant betingning. Beteendeterapins vetenskapsfilosofiska grund kallas för behaviorism.

### Den kognitiva revolutionen
Brottet från den beteendeorienterade psykologin började under 1950-talet, då psykologer återigen började visa intresse för mentala processer. Även den amerikanska lingvisten Noam Chomskys forskning på det mänskliga språket var ett viktigt inslag i synen på det mänskliga tänkandet, som hjälpte till att bana väg för vad som senare har kallats "den kognitiva revolutionen."
Den amerikanske psykiatrikern Aaron Beck hade under sin kliniska verksamhet, ursprungligen som psykoanalytiker, noterat att deprimerade patienter tenderar att ha felaktiga och negativt färgade antaganden om sig själva och om omvärlden. Under 1960-talet började Beck därför utveckla den kognitiva terapiformen för att direkt adressera dessa antaganden. 1979 publicerade Beck en bok, Cognitive Therapy for Depression, som tillsammans med forskningsstöd visade att kognitiv terapi var lika effektiv som dåtidens antidepressiva medicinering. Ytterligare påpekade han vikten av att behandlaren också intresserade sig för patientens tankar och känslor.
Begreppet kognitiv beteendeterapi populariserades på 1980-talet, men vissa menar att den första KBT-inriktade psykoterapeuten var Albert Ellis som, bland annat inspirerad av moderna och klassiska filosofer, utvecklade rationell emotiv beteendeterapi (REBT) under 1950-talet. Idag kan man med "kognitiv beteendeterapi" mena allt från ren kognitiv terapi i Becks anda (Beck använder numera själv begreppet "KBT") till beteendeterapi.

### Tredje vågens beteendeterapi
På 2000-talet har den så kallade tredje vågens beteendeterapi vuxit fram, med terapiformer som acceptance and commitment therapy (ACT) och dialektisk beteendeterapi (DBT). Denna innebär delvis en återgång till den förkognitivistiska beteendeterapin, på så vis att man inte längre försöker att direkt förändra kognitioner. Istället försöker man där att förändra förhållandet till sitt tänkande, bland annat tekniker för att uppnå medveten närvaro och lära sig acceptera sina tankar. Som en del av tredje vågens KBT finns även metakognitiv terapi som trots att den bearbetar psykiska problem på en processnivå (likt MBCT och ACT) är motstridig annan KBT i både teoretisk grund och målformulering för behandlingen. Metakognitiv terapi har även enligt en metaanalys visats ha högre effekt på ångest och depression än sedvanlig KBT, resultatet ska dock tolkas varsamt enligt författarna.

## Bakomliggande teori

### Inlärningsteori
Inlärningsteori handlar om hur vi lär oss och om hur vi formas som personer. Operant inlärning är alltså något som påverkar hur vi beter oss. (Det är dock inte belagt i vilken utsträckning våra beteenden styrs av denna typ av inlärning.) Denna teori har anammats som fullständig förklaring till varför personer utför vissa beteenden, inklusive problematiska, inom KBT. Därför försöker man inom KBT att kartlägga den operanta inlärningen, dels för att se hur problemet uppstått och vidmakthålls, men också för att se vad som kan behöva ändras i personens livsföring för att en nyinlärning som leder bättre beteenden ska ske.
Respondent inlärning ses som förklaring till varför fobier uppstår där stimulit av det fobiska objektet väcker en respondent respons (vanligtvis rädsla eller ångest). Det är dock inte belagt vilken andel av den fobiska känslan som uppstår på grund av en respondent inlärning och vilken andel som uppstår på grund av föreställda katastrofscenarion. Till exempel är det vanligt att de med en fobi föreställer sig hur de kommer dö av det fobiska objektet. Detta medför en svårighet i att förklara varför exponeringsbehandling funkar. Ursprungligen antog man att rädsloresponsen minskade på grund av att man utsattes tillräckligt för det fobiska objektet (så kallad habituering), men på senare tid har man börjat undersöka om det kan vara en kognitiv inlärning som ligger till grund för fobin.

### Kognitiv teori
En annan del av KBT bygger på antaganden om kognitiva scheman (kognitiva strukturer) och att dessa skulle ligga till grund för vårat tänkande och mående. Delar av detta bygger på Aaron Becks tankar om detta. Han tänkte att vi har vi kan ha dessa negativa scheman kring oss själva, vår omgivning och framtiden. Beck antog att dessa var spontana, automatiska och till synes okontrollerbara. Dessa negativa tankar är vad som inom KBT kallas negativa automatiska tankar (NAT). Utifrån detta blir målet i KBT att ändra dessa negativa scheman genom kognitiv omstrukturering. Senare forskning har visat att hur vi ser på våra tankar (metakognitioner) är med och styr hur vi mår, så pass att när man tar med dem i ekvationen tappar vanliga kognitioner i förklaringsvärde.

## Metod

### Beteendeanalys
Det är vanligt att i inledningen av KBT göra en beteendeanalys och däri en funktionell analys för att kartlägga i vilka situationer ett visst beteende (inkl. tankar och känslor) sker och vilken konsekvens det beteendet får.  Exempelvis kan en fobi förklaras genom att fobikern undviker föremålet för rädsla, vilket på kort sikt minskar ångest, men också gör det mer sannolikt att personen kommer undvika föremålet för rädsla i framtiden. Detta innebär i sin tur att personen aldrig får lära sig att föremålet inte är farligt, vilket är målet i en KBT-behandling för specifik fobi. Det saknas dock definitivt stöd för att det är detta och inte andra faktorer som är skäl till fobin.

### KBT-baserad fallformulering
I likhet till andra psykoterapiformer består KBT av en fallformulering men den är unik i sina beståndsdelar. Syftet med fallformuleringen är att tillsammans med patienten utveckla en förståelsemodell för problemet och att inge hopp. Därtill är det viktigt vid prioriteringen av problem och för att underlätta kommunikation och individualisera behandlingen. Enligt Westling  bör en KBT-baserad fallformulering bestå av:
1. Aktuella problem
2. Aktuella vidmakthållande faktorer
3. Longitudinell kartläggning
4. Behandlingsplan

Denna fallformulering bör presenteras och utvecklas tillsammans med patienten.

### Beteendeaktivering
Beteendeaktivering används främst vid depression och ämnar bryta onda spiraler mellan inaktivitet och dåligt psykiskt mående. Exempelvis kan någon som är låg stanna hemma från att umgås med kompisar, vilket både ger personen mer utrymme att må dåligt och något som hade kunnat få den att må bra (vänner) uteblir (bör inte förväxlas med att stanna hemma för att vila). Genom att stegvis öka en persons aktivitet kan man minska depressionen. Det saknas dock definitivt stöd för denna förklaring av depression.

### Beteendeexperiment
Beteendeexperiment innebär att testa göra något för att se om föreställda konsekvenser stämmer eller inte. Beteendeexperiment är vanliga att använda vid olika ångestsyndrom för att se om de ångestväckande tankarna stämmer eller inte. Syfter är att låta patienten erfara att de ångestväckande tankarna inte bär sanning.

### Exponering
Exponering innebär att närma sig eller utföra det som är jobbigt. Det kan handla om allt ifrån sociala situationer till spindlar. Historiskt sett har exponering skett i syfte att minska det respondent inlärda obehaget (habituering), alltså obehaget som väcks av ett stimulus. Den allra effektivaste exponeringsformen kallas exponering in vivo, och sker i verkliga situationer.
Vad gäller paniksyndrom har en metaanalys gjorts för att testa de olika komponenternas effekt och kommit fram till att interoceptiv exponering var associerat med bättre resultat. Muskelavslappning och exponering genom virtual-reality var associerat med sämre resultat. Andningsövningar och exponering in-vivo upplevdes positivt av patienterna men hade liten verklig effekt.

#### Typer av exponeringsterapi
Narrativ exponeringsterapi (NET eller Narrative Exposure Therapy) är en psykologisk behandling som är anpassad för personer som har upplevt krig och tortyr. Enligt en systematisk översikt av forskningsresultat som har granskats och kommenterats av SBU, är det möjligt att NET lindrar posttraumatisk stress hos personer med sådana upplevelser. Efter i snitt fem månaders uppföljning i randomiserade studier ses en möjlig effekt. Vid NET skapar klienten en detaljerad och kronologisk berättelse om sitt eget liv, och berättelsen dokumenteras skriftligt av terapeuten. Vid inledningen av varje terapisession läser terapeuten upp berättelsen som sedan diskuteras och revideras av klienten. Syftet är att omorganisera fragmentariska traumatiska minnen till en sammanhängande berättelse. Klienten konfronterar svåra livshändelser tillsammans med terapeuten och utforskar vilka emotionella, fysiologiska, kognitiva och beteendemässiga reaktioner som händelserna har skapat. Vid det sista terapitillfället överlämnas den skrivna berättelsen till klienten. I de studier som har sammanställts i en systematisk översikt pågick insatserna från tre till tolv tillfällen med minst 90 minuter per tillfälle.
TFCBT (trauma-focused cognitive behavioural therapy, traumafokuserad KBT) har använts framgångsrikt sedan 80-talet för att behandla PTSD. 75 % av symtomen brukar försvinna efter behandling. Behandlingen består kortfattat av två delar: exponering och kognitiv omstrukturering. Exponering syftar till att utsläcka den starkt negativa reaktionen som följer på minnet. Detta gör man genom att under trygga omständigheter låta patienten vara i miljöer eller göra aktiviteter som påminner om traumat tills rädslan eller andra obehagliga reaktioner börjar gå ner, så kallad in-vivo-exponering. Tillsammans med terapeuten får patienten också upprepade gånger utförligt beskriva händelsen för att bearbeta minnet av den, och minska rädsla eller andra obehagliga reaktioner kopplat till händelsen. Efter upprepad exponering avklingar den starkt negativa reaktionen.
Kognitiv omstrukturering syftar till att korrigera den drabbades uppfattningar om sig själv, händelsen eller omvärlden som påverkats direkt av själva händelsen eller av upplevelser efteråt. Ibland upplever den drabbade att hon eller han var skyldig till det som hände, agerade felaktigt eller förtjänade att drabbas. I behandlingen får den drabbade möjlighet att omtolka till exempel händelsens betydelse för uppfattningen om världen som förutsägbar eller vilket ansvar denne tror sig ha haft i det som skett.

## Forskning
Gemensamt för de olika varianterna av KBT är att stor vikt läggs vid vetenskaplig utvärdering av metoderna, så kallad evidens. De studier som anses vara mest tillförlitliga är randomiserade kontrollerade studier som utförts av oberoende forskargrupper. KBT är den terapiriktning där det gjorts flest randomiserade kontrollerade studier (RCT) och detta har lett till att terapiformen förordas av oberoende institutioner för utvärdering av hälsovård, bland annat Statens beredning för medicinsk utvärdering i Sverige och Cochrane collaboration, för de flesta vanliga psykiatriska diagnoser.
På senare tid har det uppmärksammats att KBT fungerar lika bra vid behandling via internet som vid sedvanlig behandling där patienten och terapeuten träffas ansikte mot ansikte. Det finns, om än begränsat, vetenskapligt stöd för att KBT via så kallad internetterapi på upp till ett års sikt kan ha effekt på symptom vid paniksyndrom , social fobi och depression. Det finns idag flera hemsidor på internet där man kan få kostnadsfri terapi inom ramen för vetenskapliga studier.
En studie har visat på att den underliggande teori för social ångest som ligger till grund för KBT-behandlingen inte har det bästa förklaringsvärdet, jämfört med en förklaringsmodell som utvecklats av Adrian Wells.
Vid behandling av PTSD och komplext PTSD rekommenderas en särskild form av kognitiv beteendeterapi kallad Traumafokuserad kognitiv beteendeterapi. Socialstyrelsen rekommenderar även denna terapi som förstahandsval för vuxna med PTSD.
Därtill har KBT även visats vara ändamålsenligt vid sömnbesvär hos vuxna.

### Effektivitet
En metastudie där sju behandlingsmetoder jämförs visar att vid depression har ett flertal korta behandlingsmetoder utöver KBT visats vara lika effektiva bland dem som genomför behandlingen, och ha signifikant lägre bortfallsnivå. Resultat från en studie  visar att ungefär en tredjedel av de patienter som påbörjar KBT-behandling för depression kan förvänta sig en signifikant förbättring (om man utgår ifrån alla patienter som påbörjat behandling, s.k. intent-to-treat).
I flera jämförelser med farmakologiska och psykoterapeutiska metoder har man vanligtvis kunnat notera bättre resultat för KBT vid behandling av depression och ångest. Andra studier hittar inget stöd för att KBT skulle vara en bättre behandlingsform än till exempel psykodynamisk psykoterapi, vid jämförelser får de båda oftast likvärdiga resultat och sett över flera studier finns ingen signifikant skillnad. Dock har det gjorts få direkt jämförande studier. I två artiklar från 2006 respektive 2010 visades att inte inom något område har KBT fått sämre resultat än andra psykoterapeutiska insatser. 2014 publicerades dock en metaanalys som jämförde den förhållandevis nya terapiformen metakognitiv terapi (MKT) med KBT där resultatet visade att MKT har större effekt än KBT. Effektstorleken (ett jämförelsemått) visade en effektstorlek på g = 0.97, vilket innebär att genomsnittspatienten som fick MKT fick bättre resultat än 84% av de som fick behandlades med KBT.

### Komponentanalyser
I en metaanalys som jämfört exponering och kognitiv terapi ses det att det inte är någon skillnad i effekt vad gäller PTSD, tvångssyndrom och paniksyndrom. Social ångest lindrades mer av kognitiv terapi än exponering. Dock kan kognitiva förändringar inte predicera förbättring när det kontrolleras för självfokus. Detta innebär att det inte är de kognitiva förändringarna som direkt leder till förbättring utan att de kognitiva förändringarna leder till ett minskat självfokus, som i sin tur leder till förbättring.
En annan studie har visat att det finns inget eller lågt stöd för att det skulle vara operant inlärning som är den verksamma mekanismen vid utveckling av depression, eller att beteendeaktivering definitivt orsakar minskade depressionssymtom.

## KBT i Sverige
I USA, Kanada, Australien och Storbritannien har KBT en mycket stark ställning bland psykologer, psykoterapeuter och övriga vårdgivare inom psykiatrin. I Sverige har KBT haft en långsammare spridning och efterfrågan på behandling är ännu betydligt större än utbudet. Idag finns dock vidareutbildning inom ramen för psykologutbildning vid de stora universiteten, samt en omfattande utbildningsverksamhet riktad mot olika yrkesgrupper inom sjukvården.
På senare år har utbildningssatsningar för KBT som drivits fram inom den s.k. rehabiliteringsgarantin ådragit sig kraftig kritik, då den anses gynna korta och ytliga utbildningssatsningar och därmed leda till en förflackning av terapiformen. Forskning har visat att individer som deltog i kognitiv beteendeterapi inom rehabiliteringsgarantin fick minskad sjukfrånvaro förutsatt att de inte var sjukskrivna när behandlingen började. För KBT-patienter som var sjukskrivna då behandlingen inleddes fanns ingen effekt på sjukfrånvaron. Däremot innebar det en minskad förskrivning av läkemedel och ett ökat antal vårdbesök. Man har också ifrågasatt Sveriges sedan mitten på 2000-talet ensidiga satsning på KBT bland terapiformer. Detta behöver vägas mot en tidigare ensidig svensk satsning på psykodynamiska terapiformer, och det faktum att två tredjedelar av alla legitimerade psykoterapeuter i Sverige har psykodynamisk inriktning.
Under år 2010 fastslog Socialstyrelsen efter intensiv kritik sina riktlinjer för behandling av ångest och depression. Resultatet är i hög grad ett förtydligande av de tidigare preliminära riktlinjerna och innebär bland annat att KBT om möjligt ska erbjudas som förstahandsalternativ vid behandling av lindrig och måttlig ångest och depression.
KBT som förmedlas via nätet är fortfarande ganska ovanligt i Sverige. En granskning från Statens beredning för medicinsk utvärdering (SBU) visar att KBT med stöd av behandlare på nätet kan hjälpa vid ångest eller lindrig till måttlig depression hos vuxna som själva har valt metoden. Även symtom vid social fobi kan lindras. Det finns också ett visst stöd för att internetbehandling kan fungera för vuxna som har panikångest eller så kallat generaliserat ångestsyndrom. Men SBU framhåller att för alla dessa tillstånd behövs det fler studier som kan visa om KBT via nätet fungerar lika bra som att träffa terapeuten personligen. Tänkbara risker behöver också undersökas mer, liksom effekterna för barn och unga.

## KBT gentemot andra psykoterapier

### Metakognitiv terapi
Se även: Metakognitiv terapi
Kortfattat kan KBT sägas ha som mål att förändra tankar och beteende till ett något mer gynnsamt. Detta tänker man inom KBT kan göras genom bland kognitiv omstrukturering och beteendeaktivering. Även exponering är centralt där syftet är att åstadkomma en nyinlärning av antingen vår respondenta reaktion till ett stimulus (vanligtvis habituering) eller en kognitiv förändring (vanligtvis kallat beteendeexperiment). Detta kan kallas objektnivå, då det innebär att behandla enskilda tankar och beteenden. Metakognitiv terapi (MKT) har istället fokus på processer som sker (peocessnivå), exempelvis varför vissa tankar tänks eller varför vissa beteenden görs. En del av terapin går ut på att ifrågasätta dessa processer (istället för tankarna i sig, som i KBT) för att låta processen som leder till negativa tankar upphöra och med det även de negativa tankarna.
En metaanalys över jämförelser mellan KBT och MKT har visat att MKT har större effekt än KBT på både depression och ångest. Dock var antalet studier för litet för att kunna dra definitiva slutsatser.

### Psykodynamisk terapi
KBT:s verkningsmekanism uppfattas vara förändring till ett mer ändsamålsenligt beteende. Med beteende avser man i "tredje vågens KBT" både yttre och inre beteende. Inre beteende inkluderar tankar, känslor och kroppsreaktioner.
Psykodynamiska terapier, vari psykoanalys inkluderas, ser lösning av konflikter som sitt medel för förändring. Huvudfokus har här av tradition legat på lösandet av omedvetna konflikter. Dock har man inom psykodynamisk teoribildning uppmärksammat behovet av att i dessa dagar lägga ett större fokus också på medvetna och förmedvetna konflikter. Ytterligare interna synpunkter har varit att psykodynamisk terapi ofta, till följd av brister i struktur och/eller brister i vidmakthållande av överenskommen struktur, i för liten utsträckning uppmärksammat såväl terapeutens som den hjälpsökandes faktiska beteenden, varför man återkommande missat de konflikter man varit satt att adressera.
Kognitiv beteendeterapi använder till skillnad från psykodynamiska terapier inte begreppet konflikt i sin teoribildning. Enstaka försök har gjorts att efter KBT lägga till en kort tids psykodynamisk konfliktfokuserad terapi.